# Alan White (batteur d'Oasis)
Pour les articles homonymes, voir White et Alan White.
Ne doit pas être confondu avec Alan White (batteur de Yes).
Alan White, né le 26 mai 1972 à Lewisham, est un batteur britannique.
Il est connu pour avoir été batteur du groupe de rock anglais Oasis.

## Biographie
Il est le frère de Steve White (batteur de Paul Weller qui effectua quelques remplacements dans le groupe Oasis quand son frère avait des problèmes de tendinite au poignet lors de la Brotherly Love Tour, Bercy 2001).
Musicien aux influences plus portées sur le jazz, il est néanmoins très polyvalent, allant des rythmes complexes et subtils tels que Wonderwall ou Don't Look Back in Anger, aux titres très rock tels que My Big Mouth ou I Can See a Liar.
Il a déclaré à plusieurs reprises avoir été très influencé par le jeu de Keith Moon.
Il reprit d'ailleurs plusieurs fois avec Oasis le titre des Who My Generation entre 2000 et 2003.
Sa carrière musicale est assez terne jusqu'en 1995 (quelques tentatives notamment dans un groupe avec Andy Bell, qu'il retrouvera en 2000 au sein d'Oasis, Andy remplaçant Paul McGuigan), date à laquelle, sur les conseils d'Alan McGee, Noel l'appelle pour remplacer Tony McCaroll qui vient d'être viré. Il doit apprendre Some Might Say très rapidement pour jouer à Top of the Pops deux jours après avoir été embauché et un de ses premiers concerts avec Oasis n'est rien d'autre que le festival de Glastonbury 1995...
Alan joue par ailleurs en 1997 sur un album d'Idha, l'actuelle femme d'Andy Bell.
Tout semble aller pour le mieux entre Alan et Oasis jusqu'en 2001 où des problèmes de tendinite au poignet forcent le batteur à être remplacé de plus en plus souvent. Alan est viré début 2004 ; il ne se serait, d'après les frères Gallagher, pas présenté en studio pour les séances du nouvel album. Il est remplacé à Poole et Glastonbury 2004 par Zak Starkey, fils du Beatles Ringo Starr, qui a fini par prendre au sein du groupe la place laissée vacante. 